# María Isabel Díaz
Pour les articles homonymes, voir Diaz et Lago.
María Isabel Díaz, née le 4 juillet 1964 à La Havane, est une actrice cubaine.

## Filmographie
- 1985 : Una novia para David : Ofelia
- 1988 : La vida en rosa
- 1989 : Papeles secundarios : Beba
- 1990 : Hello Hemingway : Flora
- 1991 : Inspiration (court métrage) : l'amie de Fefe
- 1993 : El plano
- 1996 : Melodrama
- 1996 : Calor... y celos : Susy
- 1997 : To the Victory at Last : Hilda Gadea
- 1997 : Things I Left in Havana : Nati
- 2001 : Hospital Central (série télévisée)
- 2001 : Compañeros (série télévisée) : Daisy
- 2001 : Periodistas (série télévisée)
- 2001 : Nights in Constantinople : Cristiana
- 2002 : Stones : Nuria
- 2002 : Javier ya no vive solo (série télévisée) : Lola (13 épisodes)
- 2002-2003 : Policías, en el corazón de la calle (série télévisée) : une prostituée (2 épisodes)
- 2004 : El comisario (série télévisée)
- 2004 : Las hijas de Mohamed (téléfilm)
- 2004 : Tres veces dos (segment "Red Light")
- 2005 : Un rey en La Habana : La Gorda
- 2005 : Frutas en el café
- 2006 : Volver : Regina
- 2006 : Sex Crazy : Vanesa
- 2006 : Apocalypto : Mother in Law
- 2007 : Masala (téléfilm) : Yolanda
- 2007 : Pudor : Enfermera
- 2008 : Aída (série télévisée) : Rosalía
- 2008 : Che: Part One : María Antonia
- 2008 : La mala : Candela
- 2008 : Radio Love : Matilde
- 2010 : Neuralgia
- 2012 : Crossing Moments : Nena
- 2015 : The Path of the Sun : Juana Arco
- 2015 : An Autumn Without Berlin : Matrona
- 2017 : Holy Camp! : Yanice
- 2017 : La Mediana (court métrage) : Cristina
- 2018 : The Extraordinary Journey of Celeste Garcia : Celeste
- 2018 : El Continental (série télévisée) : Lisette (10 épisodes)
- 2015-2019 : Derrière les barreaux (série télévisée) : Sole (33 épisodes)
- 2022 : Smiley : Yessenia